# Mizar
Mizar (zeta Ursae Majoris) is een heldere ster in het sterrenbeeld Grote Beer (Ursa Major).
De ster staat ook bekend als Mirzar en Mizat en maakt deel uit van de Siriusgroep.
Mizar was de eerste visuele dubbelster en de eerste spectroscopische dubbelster die ontdekt werd. Als visuele dubbelster ontdekt door Riccioli in 1650. De schijnbare magnitude van beide componenten is 2,4 en 4,0, de afstand tussen beide sterren 381 A.E of 14,5". De heldere component A werd in 1889 door Edward Charles Pickering spectroscopisch gescheiden in twee ongeveer even heldere sterren. De periode van dit stelsel is 20,5 dagen. De zwakkere component B is ook een spectroscopische dubbelster met een omlooptijd van 175,6 dagen. Mizar staat 85,81 lichtjaar van aarde af.
Hiernaast vormt Mizar samen met Alcor een met het blote oog te scheiden dubbelster, de afstand hier is 12 boogminuten, of iets meer dan een derde van de schijnbare diameter van de Maan. De afstanden van Alcor en Mizar verschillen 5 lichtjaar; de twee sterren hebben dezelfde eigenbeweging.